# Rare
Rare (tidigare Rareware) är ett företag från Storbritannien som utvecklar dator- och tv-spel. Företaget grundades 1982 av bröderna Tim och Chris Stamper och kallade sig ursprungligen "Ultimate Play The Game" (UPTG). De startade sin bana med att exklusivt utveckla spel på Sinclair Spectrum 16 KB. Redan då ansågs deras spel sopa banan med andra och de fortsatte med Spectrum 48K. I princip varje spel var en föregångare inom sin genre och det isometriska spelet Knight Lore var så pass före sin tid så de avvaktade ett halvår med att släppa detta för att inte döda marknaden för sina 2D-spel. Många spel utvecklades också åt andra system som Amstrad, BBC Micro och C64 – dock av andra bolag på licens. De sista spelen som U.P.T.G. släppte under eget namn var spel som egentligen skapats av andra bolag. Bröderna Stamper gick vidare, döpte om sitt företag till Rare och var sen länge en andrahandstillverkare av spel åt Nintendo. Sedan 2002 gör Rare spel åt Microsoft.
Chris och Tim Stamper har sedan 2007 lämnat Rare för att ägna sin tid åt annat.

## Historik
Rare slog igenom ordentligt efter utvecklingen av Donkey Kong Country, där de utnyttjade en ny teknik som kringgick Super Nintendos maximala antal färger på skärmen samtidigt, en teknik kallad ACM. Denna upptäckt gjorde att Rare köpte in SGI-datorutrustning och skapade spelgrafiken med datorrenderade bilder, förrenderad grafik. Detta gjorde Rares spel överlägsna grafikmässigt jämfört med andra spel på Super Nintendo. Donkey Kong Country följdes av två snarlika uppföljare, Donkey Kong Country 2 och Donkey Kong Country 3.
Under Nintendo 64's tid fortsatte Rare att utveckla spel åt Nintendo. Ett av de populäraste av Rares spel från denna tid är Goldeneye 007, en förstapersonsskjutare baserad på James Bond-filmen med samma namn. Spelet fick en inofficiell uppföljare i Perfect Dark, som dock inte har något med James Bond att göra; likheterna var ändå många eftersom en uppgraderad version av Goldeneyes spelmotor användes. Perfect Dark krävde minnesexpansionen Expansion Pak till de flesta av dess spellägen. Andra titlar från Nintendo 64-eran inkluderar: Donkey Kong 64, Diddy Kong Racing, Banjo-Kazooie och dess uppföljare Banjo-Tooie.
När Rare bröt med Nintendo förlorade de rättigheterna till Nintendos karaktär Donkey Kong. Ett par titlar med honom var innan detta planerade att släppas, något som sålunda aldrig blev av. Dessa var: Donkey Kong Racing till Gamecube och Diddy Kong Pilot till Game Boy Advance. Den senare titeln släpps nu under namnet Banjo Pilot.
Rare ägs sedan år 2002 av Microsoft och har sedan dess släppt flera titlar till Xbox, Xbox 360 och Xbox One.

## Rares spel
Det här är en lista på samtliga av Rares spel.

### ZX Spectrum
- Jetpac
- Atic Atac
- Pssst
- Tranz AM
- Alien 8
- Cookie
- Knight Lore
- Lunar Jetman
- Sabre Wulf
- Underwurlde
- Nightshade
- Pentagram
- Cyberun
- Gunfright
- Martianoids
- Bubbler
- The Collected Works

### Commodore 64
- Entombed
- Sabre Wulf
- The Staff Of Karnath
- Underwurlde
- Blackwyche
- Nightshade
- Outlaws
- Dragonskulle
- Imhotep

### Nintendo Entertainment System
- Slalom
- RC Pro-Am
- Wheel Of Fortune
- Jeopardy!
- Anticipation
- Marble Madness
- World Games
- WWF Wrestlemania
- Sesame Street 123
- John Elway's Quarterback
- California Games
- Taboo
- Wizards & Warriors
- Sesame Street ABC
- Hollywood Squares
- Who Framed Roger Rabbit
- Jordan vs Bird: One on One
- Cobra Triangle
- Ironsword: Wizards & Warriors II
- Wheel Of Fortune Junior Edition
- Jeopardy! Junior Edition
- Silent Service
- Double Dare
- Wheel Of Fortune Family Edition
- Jeopardy! 25th Anniversary Edition
- Captain Skyhawk
- Pin Bot
- Snake Rattle 'n' Roll
- Super Off Road
- Narc
- A Nightmare on Elm Street
- Super Glove Ball
- Cabal
- Time Lord
- Arch Rivals*
- WWF Wrestlemania Challenge
- Solar Jetman: Hunt for the Golden Warpship
- Digger T. Rock
- Battletoads
- Beetlejuice
- High Speed
- Sesame Street ABC & 123
- Pirates!
- Wizards & Warriors III: Kuros: Visions of Power
- Indy Heat
- RC Pro-Am II
- Battletoads & Double Dragon

### Game Boy
- The Amazing Spider-Man
- Wizards & Warriors X: The Fortress of Fear
- WWF Superstars
- Battletoads
- Beetlejuice
- Super RC Pro-Am
- High Speed
- Sneaky Snakes
- Sesame Street ABC & 123
- Pirates!
- Battletoads & Double Dragon
- Battletoads in Ragnarok's World
- Monster Max
- Donkey Kong Land
- Killer Instinct
- Donkey Kong Land 2
- Donkey Kong Land 3

### Mega Drive
- Championship Pro-Am
- Battletoads
- Battletoads & Double Dragon
- Battletoads in Battlemaniacs
- Snake Rattle 'n' Roll

### Sega Game Gear
- Battletoads

### Super Nintendo Entertainment System
- Battletoads Double Dragon
- Battletoads in Battlemaniacs
- Donkey Kong Country
- Killer Instinct
- Donkey Kong Country 2
- Ken Griffey Jr's Winning Run
- Donkey Kong Country 3

### Nintendo 64
- Killer Instinct Gold
- Blast Corps
- Goldeneye 007
- Diddy Kong Racing
- Banjo-Kazooie
- Jet Force Gemini
- Donkey Kong 64
- Perfect Dark
- Mickey's Speedway USA
- Banjo-Tooie
- Conker's Bad Fur Day

### Game Boy Color
- Conker's Pocket Tales
- Mickey's Racing Adventure
- Perfect Dark
- Donkey Kong Country
- Mickey's Speedway USA

### Nintendo Gamecube
- Star Fox Adventures

### Game Boy Advance
- Donkey Kong Country
- Banjo-Kazooie: Grunty's Revenge
- Sabre Wulf
- Donkey Kong Country 2
- It's Mr. Pants
- Banjo Pilot
- Donkey Kong Country 3

### Xbox
- Grabbed By The Ghoulies
- Conker: Live & Reloaded

### Xbox 360
- Kameo: Elements Of Power
- Perfect Dark Zero
- Viva Piñata
- Banjo-Kazooie: Nuts & Bolts
- Kinect Sports

### Xbox One
- Rare Replay
- Sea of Thieves

### Nintendo DS
- Diddy Kong Racing DS

### Arkad
- X The Ball
- Super Battletoads
- Killer Instinct
- Killer Instinct 2